# Atracidae
Atracidae zijn een familie van spinnen bestaande uit 3 geslachten. 

## Geslachten
De volgende geslachten zijn bij de familie ingedeeld:
- Atrax O. Pickard-Cambridge, 1877
- Hadronyche L. Koch, 1873
- Illawarra Gray, 2010